# Ride Rupes
La Ride Rupes è una struttura geologica della superficie di Plutone.